# Phalangosoma mechowi
Phalangosoma mechowi is een keversoort uit de familie bladsprietkevers (Scarabaeidae). De wetenschappelijke naam van de soort is voor het eerst geldig gepubliceerd in 1884 door Quedenfeldt.